# Kapamilya Channel
Kapamilya Channel  è una rete televisiva via cavo filippina di proprietà della ABS-CBN Corporation. È stata lanciata il 13 giugno 2020.
La rete ha sede presso l'ABS-CBN Broadcasting Center di Quezon City. Funge da principale rete televisiva della ABS-CBN Corporation.

## Programmi televisivi

### Notizie
- TV Patrol (dal 2020)
- The World Tonight (dal 2020)

### Varietà
- ASAP (dal 2020)
- It's Showtime! (2009-2020; spostata su Kapamilya Channel)

### Reality show
- Pinoy Big Brother (dal 2020)
- The Voice Kids (2023; spostata su GMA Network)
- The Voice Teens (2024)

### Fiction televisive
- Ang Probinsyano (2020-2022)
- Batang Quiapo (dal 2023)
- High Street (2024)
- Maalaala Mo Kaya (2020-2022)
- Senior High (2023-2024)